# زمین‌لرزه ۱۹۲۷ فلسطین
زمین‌لرزه فلسطین در تاریخ ۱۱ ژوئیه ۱۹۲۷ میلادی، برابر با ‎۱۹ تیر ۱۳۰۶، ساعت ۱۳:۰۴:۰۰ به زمان یوتی‌سی در فلسطین، در حوالی شهر اریحا رخ داد. ژرفای این زلزله ۳۳ کیلومتر بود. بزرگی آن ۶٫۳ در مقیاس ریشتر اعلام شده است. زمین‌لرزه به وقت محلی در روز دوشنبه، ساعت ۱۵ روی داده و منطقه زمانی آن یوتی‌سی +۲ بوده است.
سازمان زمین‌شناسی آمریکا نیز جای این زمین‌لرزه را در مختصات ۳۲°۰۰′شمالی ۳۵°۳۰′شرقی / ۳۲°شمالی ۳۵٫۵°شرقی و بزرگی آن را برابر با ۶٫۳ در مقیاس ریشتر اعلام کرده است. ژرفای گزارش شده از سوی این سازمان ۳۳ کیلومتر می‌باشد.
شمار کشتگان زلزله حدود ۳۶۱ نفر بوده است. تعداد زخمیان ۱۰۰۰ نفر برآورده شده است.

## نگارخانه

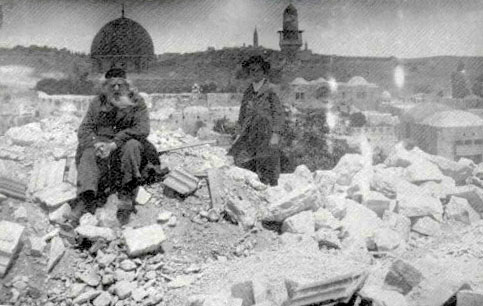
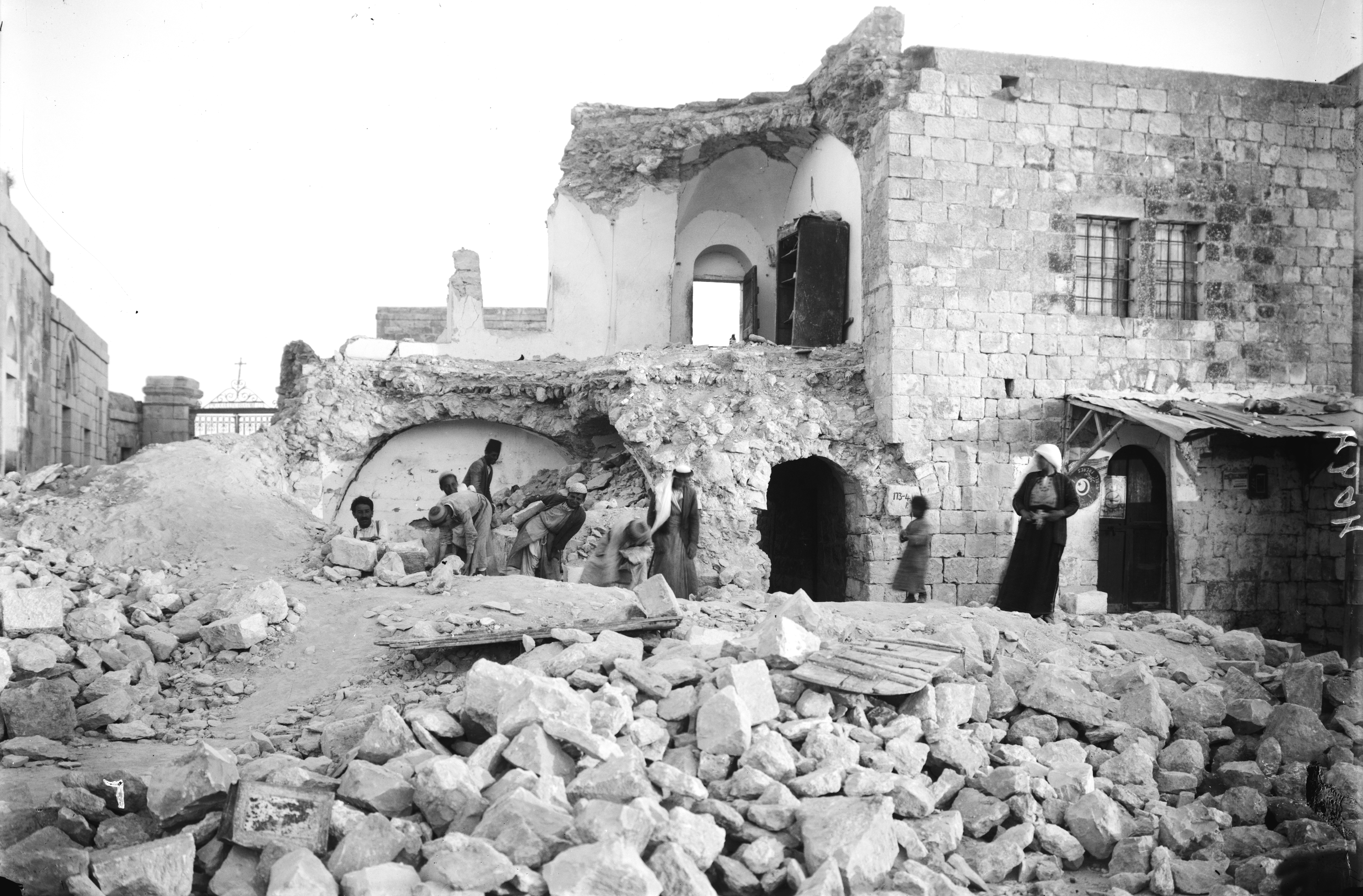
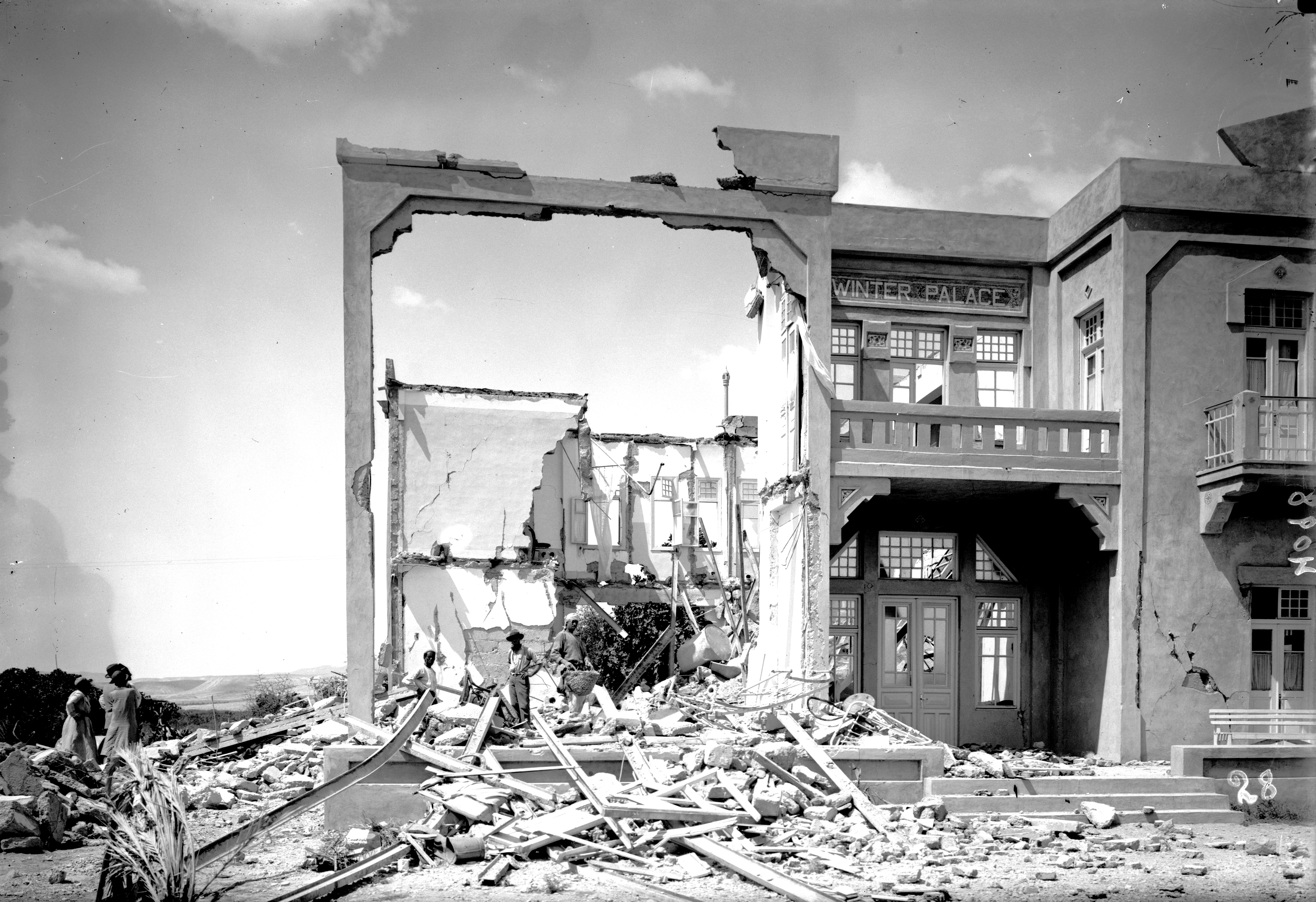